# إصلاح وسائل الإعلام

إصلاح وسائل الإعلام يشير إلى المحاولات المقترحة لإصلاح وسائل الإعلام نحو أجندة أكثر انسجاما مع الاحتياجات العامة وبعيدا عن التحيز المتصور تجاه التحيز المؤسسي أو الحكومي أو السياسي. كما يركز دعاة إصلاح وسائل الإعلام بشدة على تمكين أولئك المهمشين أو شبه المهمشين بسبب دخلهم الفردي أو خصائصهم الثابتة أو الظروف اليائسة من امتلاك إمكانية الوصول إلى وسائل النشر ونشر المعلومات.
يشير المفهوم ذو الصلة، العدالة الإعلامية، إلى إطار تحليلي وحركة شعبية إقليمية تقودها مجتمعات محرومة تاريخياً من أجل تحويل الإنتاج الإعلامي والثقافي والحقوق والسياسة في خدمة العدالة الاجتماعية. يوفر إطار عمل عدالة وسائل الإعلام طريقة جديدة لفهم وإعادة توزيع سلطة وسائل الإعلام لتحقيق جهاز ثقافي عادل ويمكن الوصول إليه، يفي بوعده بإعلام الجمهور، ومراقبة السلطة، وخدمة جميع شرائح الجمهور على قدم المساواة. تعتقد حركة العدالة الإعلامية أن الإنتاج والتوزيع الإعلامي يجب أن يكون تحت سيطرة المجتمعات وليس الشركات. وأن تحقيق انتصارات العدالة الاجتماعية يتطلب إستراتيجية ثانوية لتغيير سياسة وسائل الإعلام.[بحاجة لمصدر]

## التاريخ
تتزامن حركة الإصلاح الإعلامي مع الديمقراطية الإعلامية كمفهوم وترتبط بنظرية ترتيب الأولوليات. في عام 1922، جادل والتر ليبمان في كتابه، الرأي العام، بأن وسائل الإعلام هي الرابط الرئيسي بين الأحداث في العالم والصور في أذهان الجمهور. وذكر أن وسائل الإعلام لديها القدرة على التأثير في أفكار وآراء أفراد الجمهور المستهلك للمحتوى. لم يستخدم مصطلح «إعداد جدول الأعمال»، لكن العلماء اتفقوا على أن هذا هو المفهوم الأساسي.
في ظل حركة الإصلاح الإعلامي، هناك حركة إصلاح وسائل الإعلام التقليدية التي تعود جذورها إلى البث وحرية الحركات الصحفية، وقد ارتبطت بالحركة النسوية فضلاً عن العدالة العرقية والجندرية.[بحاجة لمصدر] ومع ذلك، فقد ابتعدت جماعات الإصلاح الإعلامية السائدة حتى الآن عن الاعتراف بجذور الإصلاح الإعلامي في عمل المحتوى، بما في ذلك الانتصار القانوني لكنيسة المسيح المتحدة التي فرضت تغييرات في التوظيف وإعداد التقارير في الصحافة التلفزيونية في ميسيسيبي.[بحاجة لمصدر] يقال إن هذا يتم من أجل الحفاظ على دعم الرعاة المحافظين والتقليل من أهمية المنعطفات النقدية المثيرة للجدل التي شكلت طريقة حركة الإصلاح الإعلامي اليوم.[بحاجة لمصدر]
وقد تأثر أيضًا بالدعوة للسياسة الفيدرالية، حيث تقوم وسائل الإعلام والحكومات بتغيير ممارسات البث لجذب حلفاء أقوياء وجعل أجندتهم هي الأجندة العامة الوطنية يقدم المموّلون الدعم المالي الذي يدعم وسائل الإعلام ويقود الأعمال.[بحاجة لمصدر]
ومع ذلك، شهدت حركة إصلاح وسائل الإعلام التقليدية بعض التغييرات المهمة مع ظهور صحافة المواطن، حيث يلعب المواطنون دورًا نشطًا في عملية جمع الأخبار والمعلومات وإعداد التقارير عنها وتحليلها ونشرها. تعتمد حركة إصلاح وسائل الإعلام الحديثة بشكل كبير على الإنترنت وعلى العديد من أدوات الشبكات الاجتماعية التي توفرها، وقد أدى الإنترنت المقترن بالمحتوى المنسق من قبل المواطنين إلى انخفاض شعبية شبكات الإعلام التقليدية.

## في كندا
تعود جذور حركة إصلاح وسائل الإعلام الكندية إلى ثلاثينيات القرن الماضي، وهي الحملة الكندية لحرية الصحافة والإذاعة. لتسليط الضوء على تهديدات الأمركة الثقافية والتجارية المفرطة، والدعوة إلى خدمة راديو عالمية لن تكون قابلة للحياة من خلال قوى السوق وحدها، جمعت رابطة الإذاعة الكندية ائتلافًا لإقناع حكومة محافظة بإنشاء هيئة الإذاعة الكندية.
كان تركيز الحركة في كندا في الغالب على القطاع غير الربحي. هناك اعتراف كبير بأهمية الإنترنت في عمل المنظمات غير الحكومية، وتأييد بالإجماع لمبدأ حيادية الشبكة كأساس تنظيمي للوصول المنصف والميسور إلى الإنترنت. تعتبر النقابات العمالية والإعلام المستقل والجماعات الفنية والثقافية، ولا سيما تلك التي تمثل العاملين في مجال الإعلام والثقافات، من دعاة التواصل الديمقراطي. هناك مجموعات أخرى داعمة، خاصة تلك المعنية بحقوق الإنسان.
في استطلاع عام 2010 من قبل أوبن ميديا، تم تصنيف الأداء الديمقراطي لوسائل الإعلام الكندية السائدة على أنه ضعيف أو ضعيف للغاية من قبل الكنديين. على الرغم من أن العديد من المنظمات غير الحكومية تشير إلى علاقات إيجابية مع وسائل إعلام معينة، إلا أنه يبدو أن المنظمات غير الحكومية لديها وجهة نظر أكثر تفضيلًا لـهيئة الإذاعة الكندية ووسائل الإعلام المستقلة، التي تعتمد بشكل كبير على صحافة المواطنين وأدت إلى ظهور ثقافة المدونين. توافق الغالبية العظمى من المنظمات غير الحكومية على أن جودة الصحافة الكندية وتنوعها يؤثران على عمل منظمتهم. هناك ثقافة مشجعة للتعاون بين المنظمات غير الحكومية في القطاعات التي شملها المسح. قد يكون لقيم مثل الانفتاح وإمكانية الوصول والمشاركة والاختيار والتنوع والابتكار صدى جيدًا لدى المنظمات غير الحكومية في كندا. يجب على منظمات الإصلاح الإعلامي النظر في نوع من الهيكل المؤسسي الموسع، مثل جمعية أو شبكة يمكنها تسهيل الاتصال والمشاركة مع مجموعة واسعة ومتنوعة من المنظمات.

## المستقبل
تعتبر حركة الإصلاح الإعلامي خطوة نحو شبكة إنترنت برعاية مستخدمي الإنترنت وأدت إلى ظهور صحافة المواطن. 
زعم خبير الاتصالات فرانك لونتز أن «القصة المقنعة، حتى لو كانت غير دقيقة من الناحية الواقعية، يمكن أن تكون أكثر إقناعًا من الناحية العاطفية من التلاوة الجافة للحقيقة. لقد رأيت كيف يمكن للغة الفعالة المرتبطة بالسياسات العامة والتي يقدمها الأشخاص المتحمسون والفعالون أن تغير مجرى التاريخ». تصريحات مثل تلك التي أدلى بها السيد لونتز، تشجع الناس وتوفر الأمل في أننا  يمكن أن يكون جزءًا من نظام إعلامي عادل وديمقراطي. نظام لا ينقل فقط ما يريده الجمهور ولكنه يقول الحقيقة أيضًا ولا يستخدم نظرية وضع جدول الأعمال لمجرد الشعبية. 